# Nama palmeri
Nama palmeri är en strävbladig växtart som beskrevs av Asa Gray och William Botting Hemsley. Nama palmeri ingår i släktet Nama och familjen strävbladiga växter. Inga underarter finns listade i Catalogue of Life.